# Безповоротні втрати

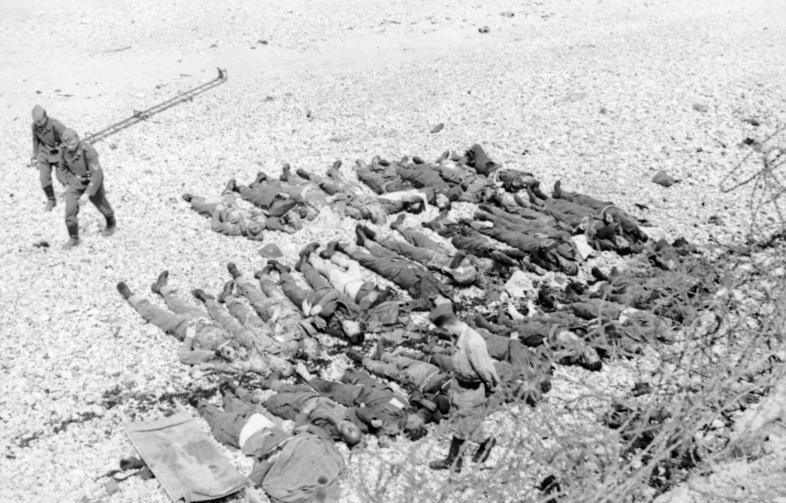
Загиблі канадські та британські солдати в ході рейду на Дьєп. Битва за Дьєп, серпень 1942

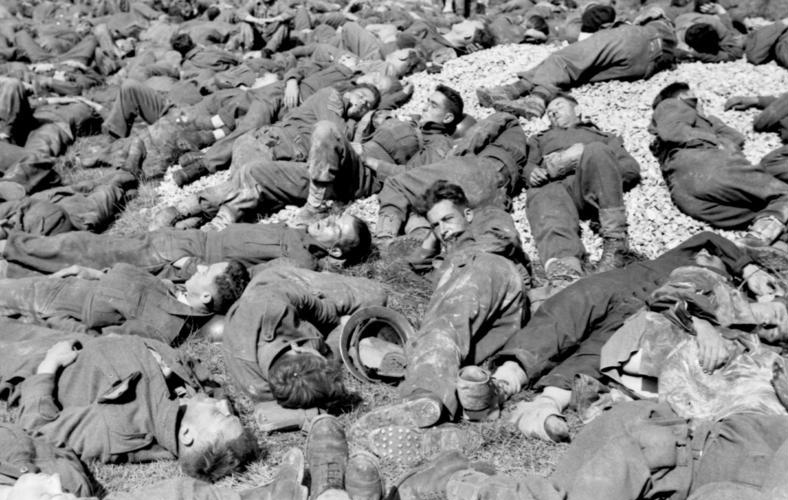
Канадські та британські солдати, що потрапили в полон під час рейду на Дьєп. Битва за Дьєп, серпень 1942

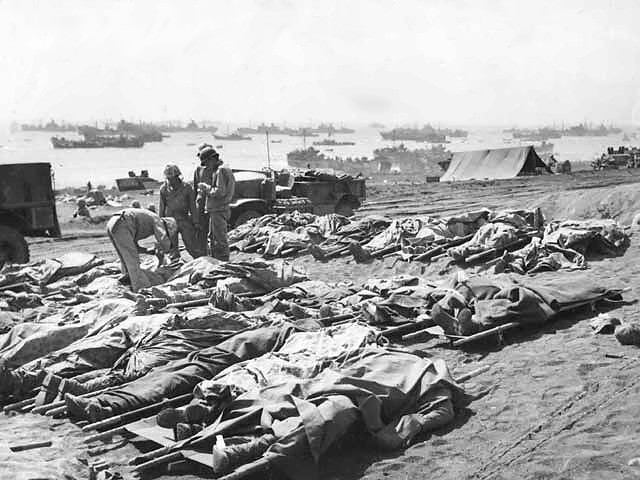
Ряди з тілами загиблих вояків 3-ї дивізії морської піхоти США на узбережжі Іодзіму. Битва за Іодзіму. 1945

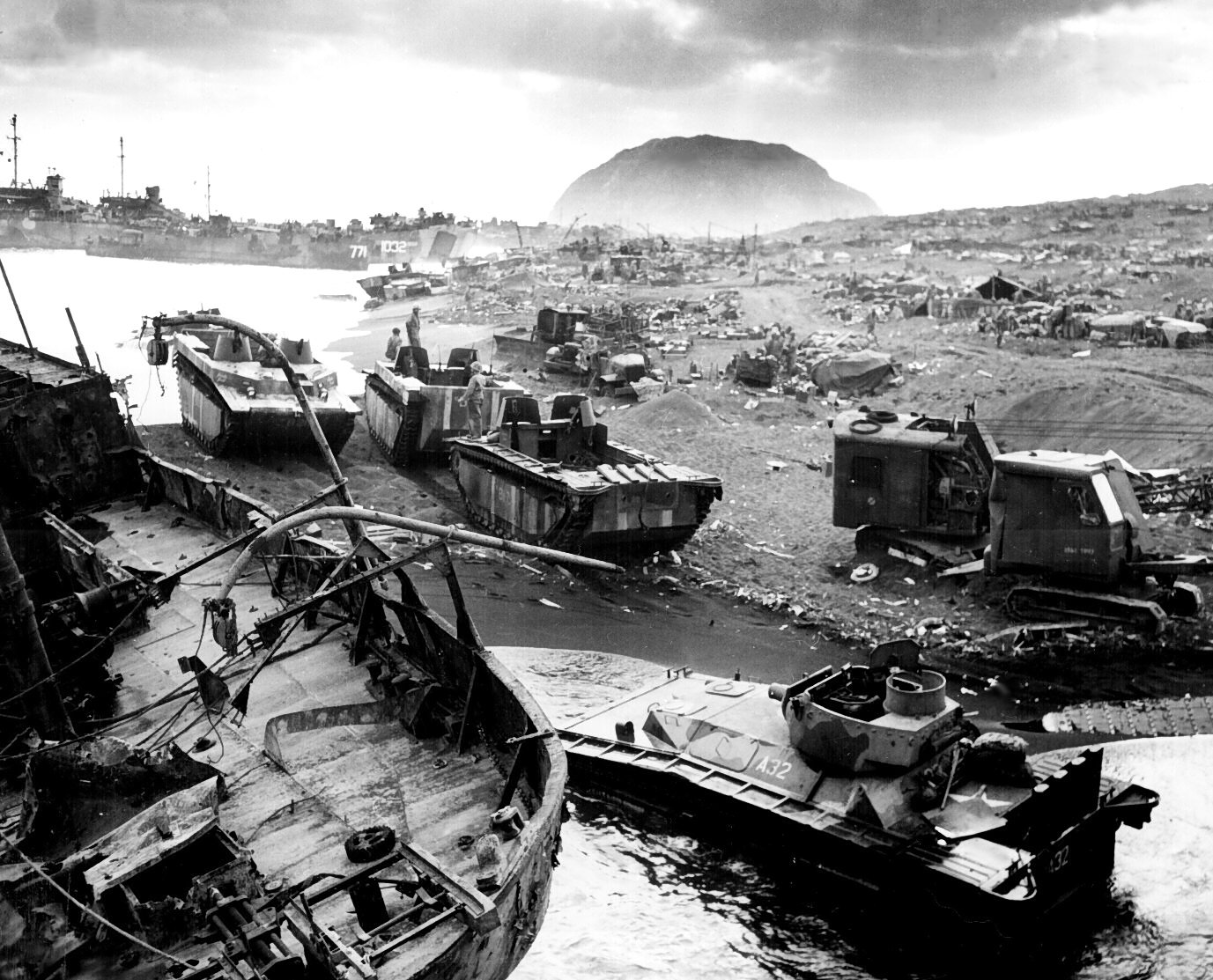
Знищена та розбита в ході боїв техніка морської піхоти США. Битва за Іодзіму. 1945

Безповоротні втрати — у військовій справі — військові втрати в особовому складі (серед військовослужбовців сторін, що беруть участь у військовому конфлікті, які безповоротно втратили боєздатність), зброї, техніці (котра не підлягає відновленню або залишилася в руках противника) і матеріальних засобах від впливу усіх видів зброї противника і супутніх факторів ураження в ході ведення бойових дій. До безповоротних втрат належать: вбиті, зниклі безвісти, ті, що потрапили в полон, померлі від ран та звільнені внаслідок отриманої інвалідності військовослужбовці, зброя, військова техніка та інші матеріальні засоби, які не можна відновити та повернути на потреби збройних сил.
Термін, «безповоротні втрати», традиційно використовується у військовій науці, військово-історичній літературі та дослідженнях присвячених військовим діям. Як синоніми використовуються стійкі вирази — людські втрати, безповоротні демографічні втрати, безповоротні втрати в живій силі тощо.